# Теснівська сільська рада (Коростишівський район)
Теснівська сільська рада — колишня адміністративно-територіальна одиниця та орган місцевого самоврядування у Коростишівському районі Малинської і Волинської округ, Київської та Житомирської областей Української РСР з адміністративним центром у селі Теснівка.

## Населені пункти
Сільській раді на час ліквідації були підпорядковані населені пункти:
- с. Бобрик;
- с. Теснівка.

## Історія та адміністративний устрій
Створена 1923 року в складі с. Теснівка Коростишівської волості Радомисльського повіту Київської губернії. 7 березня 1923 року включена до складу новоствореного Коростишівського району Малинської округи. Станом на 1929 рік у підпорядкуванні значилися хутори Бобрик-Другий (Бобрик-Теснівський, згодом — Бобрик), Лозковаха і Червоний Яр. На 1 жовтня 1941 року хутори Лозковаха та Червоний Яр не перебували на обліку населених пунктів.
Станом на 1 вересня 1946 року сільська рада входила до складу Коростишівського району Житомирської області, на обліку в раді перебували с. Теснівка та х. Бобрик-Теснівський.
Ліквідована 11 серпня 1954 року, відповідно до указу Президії Верховної ради Української РСР «Про укрупнення сільських рад по Житомирській області», територію та населені пункти ради приєднано до складу Старосільської сільської ради Коростишівського району Житомирської області.